# RCS Headquarters
RCS Headquarters è un complesso edilizio, avente anche un grattacielo, che ospita il quartiere generale di RCS Mediagroup e che si trova in via Angelo Rizzoli a Crescenzago, quartiere di Milano. 

## Descrizione
Il progetto è frutto di un recupero urbanistico che ha interessato l'area precedentemente già destinata a sede di RCS Mediagroup. I lavori hanno interessato la ristrutturazione di alcuni fabbricati già esistenti e la realizzazione di nuovi complessi edilizi. La rinnovata sede di RCS Mediagroup comprende un corpo architettonico di cinque piani fuori terra e uno interrato dalla pianta a C e da un grattacielo di 12 piani avente un'altezza di 80 metri. Il complesso architettonico possiede una piazza rettangolare antistante l'edificio e rivolta verso il fiume Lambro. L'ingresso al complesso edilizio è assicurato da una rampa carrabile e da una scalinata pedonale. L'accesso al parcheggio è consentito da rampe a pianta circolare.
L'edificio chiamato "A2" ha una superficie di 21.500 m2 ed ha una forma bassa e allungata. È stato realizzato sull'area dei vecchi uffici di RCS Mediagroup. L'edificio denominato "C" è nato dalla ristrutturazione di un edificio esistente e dalla realizzazione di due nuovi complessi edilizi. Complessivamente, comprende da un edificio di quattro piani e da un grattacielo di 80 metri di altezza. Il complesso edilizio sede di RCS Mediagroup è in grado di ospitare fino a 1.100 dipendenti.    